# Assen
Assen ( nizozemsko: [ˈɑsə(n)] () je občina in mesto na severovzhodu Nizozemske in je glavno mesto province Drenthe. Mestne pravice je dobil leta 1809. Assen je znan po TT Circuit Assen, motociklističnem dirkališču, kjer zadnjo nedeljo v juniju poteka nizozemski TT; in tudi po letnem Assen plesnem festivalu.

## Populacijski centri
Anreep, Assen, De Haar, Graswijk, Loon, Rhee, Schieven, Ter Aard, Ubbena, Witten, Zeijerveen in Zeijerveld .

## Zgodovina
Zgodovini prestolnice Drentheja je mogoče slediti nazaj vsaj do leta 1258, ko je bilo treba najti novo lokacijo za opatijo Marienkamp, ki je bila prvotno zgrajena v bližini Coevordna, kot kazen za pokol leta 1227 vojske škofa iz Utrecht v rokah Drenthejevih kmetov, v bitki pri Aneju – bitki, v kateri je bil  ubit tudi škof. Njegov naslednik je za kazen ukazal zgraditi samostan. Ker je šlo na nerodovitno šotno območje, ki je občasno tudi poplavljalo, je bilo treba poiskati boljšo lokacijo. Boljše in predvsem bolj suho mesto za cistercijansko opatijo je bilo na območju, znanem kot Witten, kjer je bilo takrat štelo le nekaj kmetij. Okoli njega so bile vaške skupnosti, kot so Deurze, Witten in Peelo. Slednji ima zgodovino, ki sega v čase, ko so bili zgrajeni dolmeni, zdaj pa se nahaja med dvema novima okrožjema Assen. "Prestavljena" opatija je bila verjetno postavljena v 1260-ih in skozi stoletja se je okoli nje razvil Assen. 

### Opatija
Opatija je bila zgrajena na tem, kar je danes Brink (tj. travnata površina, ki služi kot simbolično občinsko središče) Assena. Na mestu opatije zdaj stoji Drentski muzej, ki je bil zgrajen leta 1882 kot provinciehuis (tj. rezidenca deželne vlade). Samo abdijkerk (opatijska cerkev), zemljišče in koščki obzidja nas spominjajo na verske začetke mesta.

### Grb
Grb je neposredno izposojen iz pečata opatije. Je tako kot grb province Drenthe – v obeh primerih Marija z otrokom – vendar Jezus preklopi na drugo koleno. Zgodovina mesta je povezana z deželnim upravnim odborom: okoli leta 1600 je bila posest opatije sekularizirana. Marienkamp ni več obstajal, zgradbe pa so. Zaradi osrednjega položaja Assena in dejstva, da je vlada iz takrat imenovanega de Landschap Drenthe (Pokrajina Drenthe) iskala lokacijo za vlado in javne uslužbence, je Assen postal sedež in s tem praktično tudi prestolnica Drentheja.

### Drentski Haagje
Assen še ni bil občina, niti v cerkvenem smislu. Čeprav je obstajala opatijska cerkev, je Assen cerkveno in upravno spadal pod Rolde. Leta 1615 je Assen dobil svojega pridigarja. Leta 1807 se je Assen administrativno osvobodil nadzora Roldeja, ko je vas morala ustanoviti svoje občinske organe. Občinska oblast, ki je poleg tega v večini primerov delovala v senci deželne vlade, ki se je v Drentse Haagje vedno pokazala vidno. Občinska oblast je bila vzpostavljena predvsem zaradi zahtev guvernerjev provinc, kot je guverner Petrus Hofstede, kateremu se mesto zahvaljuje tudi za svoj edinstveno lociran park (v središču mesta). Od takrat je Assen dobil tudi svoj vzdevek het Herenbolwerk .

### Mestne pravice
Assen je uradno mesto od leta 1809. Za Coevordenom, takratno vasjo s približno tisoč šeststo prebivalci, je Assen postal drugi kraj v Drentheju z mestnimi pravicami, ki jih je podelil kralj Ludvik Napoleon, ki je imel z vasjo velike načrte. Takrat je bil pripravljen načrt, da postane mesto, vendar je bila Kraljevina Nizozemska vključena v francosko cesarstvo Napoleona Bonaparteja in načrti so bili opuščeni.
Kot upravno središče je Assen privabljal premožne prebivalce in s tem tudi nova podjetja in pobude. To je prispevalo k počasnemu, a vztrajnemu povečevanju trgovine, bogastva in novih ustanov; tako je   leta 1823 začel izhajati časopis, latinska šola leta 1825, poštna služba v Groningenu leta 1830, sodišče leta 1840, prvi začetek garnizije leta 1852 in železniška postaja leta 1870. Drug velik dosežek je bil kanal Drentse Hoofdvaart, ki so ga uporabljali za prevoz šote in drugega blaga; kanal Noord-Willemskanaal je bil odprt leta 1861. Najpomembnejši spomeniki mesta so iz devetnajstega stoletja.

### Industrija
Okoli leta 1900 je Assen začel igrati vidnejšo industrijsko vlogo. Prvotno je bilo središče javnih uslužbencev, vendar je ustanovitev klavnice, tovarne mlečnih izdelkov in livarne železa ustvarila bolj raznolike možnosti širitve in spodbudila rast. Okoli leta 1930 je Assen z ustanovitvijo različnih psihiatričnih bolnišnic in zdravstvenih centrov postal osrednja točka zdravstvene oskrbe v provinci.

## Turizem, kultura in šport

### Turistična trofeja
TT Circuit Assen je eno najbolj znanih motociklističnih dirkališč na svetu in je edino dirkališče, ki je v koledarju MotoGP od njegovih začetkov leta 1949. Velja tudi za "Katedralo motociklističnih dirk".

### Ples
Novembra vsako leto Assen postane središče mednarodne pozornosti za svet dvoranskih in latinskoameriških plesalcev, ko mesto gosti Assen Plesni festival, ki vključuje nizozemsko odprto prvenstvo. To je odprt dogodek za plesalce iz vseh držav.

### Kolesarjenje
Assen je tudi glavno mesto "kolesarske province" Nizozemske, Drenthe. V mestu in okolici je veliko visokokakovostnih kolesarskih poti in gosti redne kolesarske prireditve, kot sta Drentse fietsvierdaagse in Jeugdtour . Leta 2009 sta prolog in uvodna etapa Vuelta a España potekala v Assnu.
Mesto je dvakrat gostilo mednarodni šestdnevni enduro .

## Galerija
- Tržnica v Assenu
- Blauwe Klap
- Cykelparkering in centrala Assen
- Norgervaart, Drentski kanal Hoofdvaart pri Kloosterveenu